# Pettkó Béla
Alsópetőfalvi Pettkó Béla (Lugos, 1863. június 9. – Budapest, 1942. február 23.) történész, levéltáros.

## Élete
Pettkó Lajos ügyvéd és Szilágyi Katinka/Katalin (Szilágyi Ferenc kolozsvári tanár és író lánya) fia. A gimnáziumot a nagykőrösi református gimnáziumban kezdte, majd 1878 és 1881 között (VI-VIII. osztály) a budai egyetemi katolikus gimnáziumban fejezte be. A bölcseletet 1885-ben Bécsben végezte el. Bécsben két évig az Institut für Oesterreichische Geschichtsforschung magyar állami ösztöndíjas kültagja lett. 1885-1886-ban Rómában és Capestranóban történeti kutatásokat végzett. 1885. augusztus 5-től az Országos Levéltár munkatársa volt. 1891-től a Budapesti Tudományegyetemen joghallgató. 1895. február 18-án feleségül vette Körmendy Ludovikát.
1880-1896 között nagybátyja, Szilágyi Sándor történetíró anyaggyűjtő, oklevélmásoló segítője. 1889-1896 között a Történelmi Tár és Szilágyi műveihez készített mutatókat. 1899-1901 között Komáromy Andrással a Nagy Iván családtörténeti értesítő tíz füzetének társszerkesztője.
Az 1900-as évek elején oklevélhamisítási ügybe keveredett, emiatt 1910-ben a vizsgálat idejére felfüggesztették állásából, annak lezárulta után 1913-ban pedig el is bocsátották az Országos Levéltárból.
Hagyatéka a Magyar Nemzeti Levéltárban P 1902 alatt található.

## Művei
- 1882 Nagy férfiak toborzása Magyarországon I. Frigyes Vilmos porosz király számára 1732-1735-ben. Századok.
- 1882 Bornemissza Anna hozománya. Történelmi Tár.
- 1882 Kassa város székesegyházának kincsei 1516-ból és 1552-ből. Történelmi Tár.
- 1882 Owári János érdekes emlékkönyve a 17. századból. Történelmi Tár.
- 1883 Adalékok János király uralkodásának történetéhez. Történelmi Tár.
- 1883 Kassa város kincstára 1643-44. Történelmi Tár.
- 1883 A Kassai-család történetéhez. Történelmi Tár.
- 1883 Kassa város eskü és szabályzati könyve. Történelmi Tár.
- 1884 A tiszántúli vármegyék, várak birtokosainak följegyzése 1563-ból. Történelmi Tár.
- 1884 Eszterházy Miklós emlékirata az 1631. tavaszi hadjáratról. Történelmi Tár.
- 1887 Kemény János komornyiksága. Századok.
- 1887 Alvinczi Péter okmánytára - Diplomatarium Alvinczianum III. 1685-1689. Budapest. (tsz. Gergely Samu - M. tört. emlékek. Monumenta Hungariae historica. 1. oszt. Okmánytárak. 18. köt.)
- 1887 Sulyok György végrendelete. Történelmi Tár.
- 1887 Női ruhaértékek a 16. században, Barcsay Druzsiána hozománya. Történelmi Tár.
- 1887 Belgrád és Sabácz feladása történetéhez. Történelmi Tár.
- 1887 Chorom Dorottya levele fia kiszabadítása ügyében. Történelmi Tár.
- 1887 A pécsi iskola történetéhez. Történelmi Tár.
- 1888 A Miske-család levelesládájából. Századok.
- 1888 Pótlék Tagányi Károly jegyzékéhez az orsz. levéltárban található nemes leveleknek. Budapest. (Turul melléklete)
- 1888 Régi gúnyversek. Történelmi Tár.
- 1888 I. Prépostváry Zsigmond. Történelmi Tár.
- 1888 A Kendy-féle összeesküvés. Történelmi Tár.
- 1889 Az 1620. I. 15. szövetséglevél variansai. Történelmi Tár.
- 1889 Szamosközy István történeti maradványai. Történelmi Tár.
- 1890 Olasz emlékirat Bethlen Gábor megbuktatásáról. Századok.
- 1890 Egy magyar vers 1670-ből. Századok.
- 1890 A Kürthy család levtárából. Történelmi Tár.
- 1891 II. Rákóczy György kormányzói utasítása. Történelmi Tár.
- 1891 Az 1655. pozsonyi országgyűlés történetéhez. Történelmi Tár.
- 1895 A királyi könyvek. Jegyzéke a bennük foglalt nemesség, cím, címer, előnév és honosság adományozásoknak 1527-1867. Budapest. (tsz. Illésy János)
- 1900 Vörösmarty Mihály vérségi összeköttetései. Nagy Iván.
- 1900 Kapisztrán János levelezése a magyarokkal 1444-1456. Budapest. (Különnyomat Történelmi Tár)
- 1901 Szabolcs vármegye levéltárának, mohácsi vész előtti oklevelei. Nyíregyháza. (tsz. Karlovszky Endre)
- 1905 Nemzetségi zsebkönyv II. Nemes családok. Budapest. (tsz. Reiszig Ede)
- 1911 A nagykárolyi gr. Károlyi-család összes jószágainak birtoklási története. Budapest.